# المدرسة الوطنية العليا للإعلام الآلي
المدرسة الوطنية العليا للإعلام الآلي (المعهد الوطني للإعلام الآلي قديماً) بواد السمار شرق العاصمة الجزائرية تخرج مهندسين في علم الحاسوب بعد تكوين مدته خمس سنين، سنتان تحضيريتان وأخرى كجذع مشترك واثنتان للتخصص.
وهي مؤسسة جامعية تحت وصاية وزارة التعليم العالي والبحث العلمي الجزائريين.
وتعرض ثلاثة اختصاصات حاليا:
- نظم معلومات.
- أنظمة الإعلام الآلي.
- هندسة البرمجيات (منذ سنة 2014).

تقوم المدرسة بنشاطات عدة خارج البرنامج الدراسي كمحاضرات لعدة وجوه معروفة في مجال تكنولوجيات الإعلام والاتصال على المستوى الوطني، الإقليمي وحتى العالمي. كما تحتضن عدة تظاهرات على مر السنة الجامعية.

## التاريخ
تم في البدء إنشاء هذه المدرسة على شكل «مركز الدراسات والبحث في الإعلام الآلي» (بالفرنسية: Centre d'Étude et de Recherche en Informatique: CERI)‏ في سنة 1969م · .
ثم تم وضع هذا المركز تحت وصاية وزارة التعليم العالي والبحث العلمي بعد إنشاء «المعهد الوطني للإعلام الآلي» (بالفرنسية: Institut National d'Informatique: INI)‏ بمقتضى المرسوم التنفيذي رقم 82-434 الصادر بتاريخ 4 ديسمبر 1982م · .
ثم تمت ترقية هذا المعهد الوطني إلى مدرسة خارج إطار الجامعة الجزائرية بمقتضى المرسوم التنفيذي رقم 08-220 الصادر بتاريخ 14 جويلية 2008م تحت مسمى «المدرسة الوطنية العليا للإعلام الآلي» (بالفرنسية: École nationale Supérieure d'Informatique: ESI)‏ · .

## نقطة هامّة
يتوجّب على الطّالب المزاول دراسته بالمدرسة الحصول على معدّل 10 بين السّداسيين (السداسيان يكملان بعضهما من حيث العلامة) وكذا عدم الحصول على أيّة نقطة إقصائية في أية مادة خلال السّنة باستثناء واحدة خلال السنتين التحضيريتين (هذه القاعدة لا تطبق دوما، تتم دراسة حالة بعض الطلبة على حدى)!

## موادالدراسةفي السنة الأولى
خلال السّداسي الأوّل 8 وحدات هي كالتالي:
- الخوارزميات (Algorithmes): يتعلّم الطّالب فيها أساسيات البرمجة بلغة ‘باسكال’ ويتطرّق للمفاهيم الأوّلية لعالم الكائنات والبنيات السّاكنة لأشكال البيانات Les structures de donnés statiques،
- الـتحليل الرياضي (Analyse): وهو جانب الرّياضيات المتعلّق بالمتباينات Inégalités واشتقاقية Dérivabilité الدّوال واستمراريّتها Continuité وكذا بعض خصائص المستقيم الحقيقي La droite réelle وغيرها من المفاهيم الأساسيّة سواء في دراسة الدوال Fonctions أو فهم بنية مجموعة الأعداد الحقيقيّة R.
- الجبر: (Algèbre): ويتمّ التطرّق فيها للمفاهيم المنطقيّة الجوهرية لفهم المنطق الرّياضي وكذا فهم البنيات الجبرية الرّئيسية كالزمر Groupes والحلقات Anneaux، والأجسام
- المكتبيات Bweb: تكوين قاعدي جدّا، يدرس الطّالب خلاله أساسيات عالم الحاسوب وبعض منتجات ميكروسوفت وبخاصّة حزمة أوفيس، مثل وورد وإكسل وباوربوينت، مع إلقاء نظرة على عالم الويب متمثّلا بالـ لغة ترميز النص الفائق، لا يجب انتظار مهارات استثنائية من خلال هذه الوحدة.
- هندسة الحاسوب Architecture des ordinateurs: ويتعرّض فيها الطّالب لأنظمة التعداد المختلفة Systèmes de numérations (مثل الثّنائي والثّماني Binaire والسّداسي عشر Hexa..) والجبر المنطقي (L’algèbre de Boole) والمقلّبات (Les bascules) سواء المستقلّة عن الزّمن أو المرتبطة منها.
- لينوكس Linux: يأخد فيها الطّالب نظرة عامّة عن النّظام ومميزاته ويتعلّم الأوامر الشائعة الأساسية.
- الكهرباء Electricité: مفاهيم أساسية أيضا في الحقل المغناطيسي ثمّ دراسة طرق تبسيط الدوائر الكهربائية (تفنا ونرتون) ثمّ رباعيات الأقطاب وتفاصيل أخرى.
- الفرنسية Français.[11]

خلال السّداسي الثاني 7 وحدات هي كالتالي:
- الخوارزميات: يتم الانتقال لمستوى البنيات الدّيناميكيّة المتحرّكة Les structures de données dynamiques مع الاحتفاظ بنفس مبدأ ‘فرّق تسد’ ‘Diviser pour régner’ المستخدم في السّداسي الأوّل أو ما يصطلح عليه ب La modularité. باستخدام لغة السّي C.
- الجبر: يتمّ الانتقال للفضاء الشّعاعي Espace vectoriel والمصفوفات Matrices وكثيرات الحدود Les polynômes والكسور Fractions وطرق تبسيطها وحلّها.
- التحليل: المقاربات الكثيرات حدوديّة (Les Dls)، والتكاملات بشقّيها: الكلاسيكية (Les intégrales de Riemann) وغير الخالصة (Les intégrales impropres) ثمّ لاحقا المعادلات التّفاضليّة (Les équations différentielles).
- الكترونيك: يتم التطرق للصمامات الثنائية Diodes، المضخمات Les amplificateurs وتفاصيل إضافية.
- لغة التجميع (Assembleur): وهي طريقة لمحاكاة عمل الآلة تكسب المتعلّم قدرة على الفهم الأمثل لآليات انتقال ومعالجة البيانات داخل الجهاز.
- الميكانيك: وصف الحركات، القوى الأساسيّة في الطّبيعة، الطّاقة والحركة (نفس عناوين برنامج الثّانوي مع توسّع في المفاهيم).
- الإنجليزية والفرنسية.

## موادالدراسةفي السنة الثانية
- إلكترونيات Électronique.
- تحليل رياضي Analyse mathématique.
- الجبر الرياضي Algèbre.
- اقتصاد Économie.
- لغة إنجليزية Anglais.

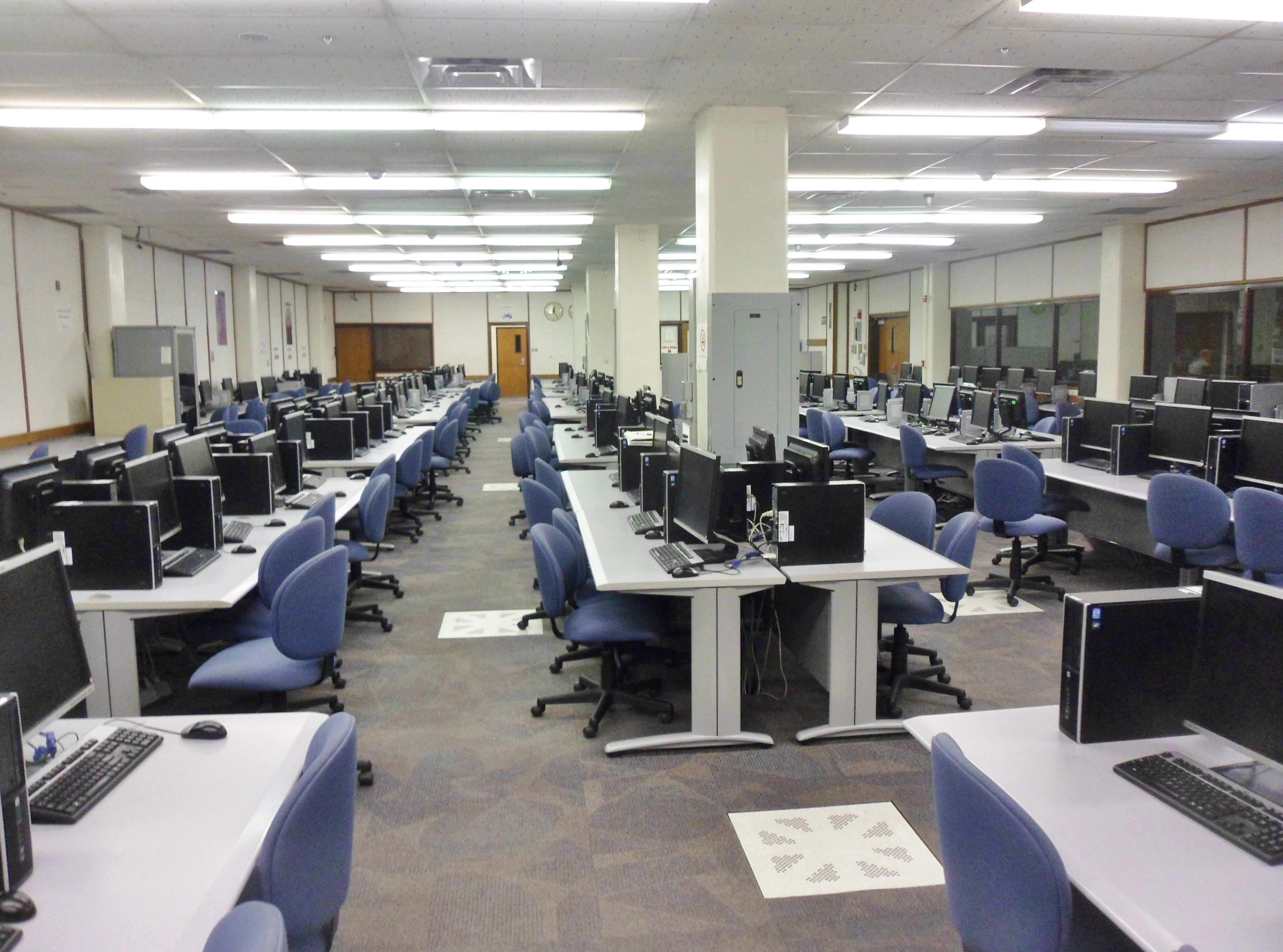
مختبر حاسب آلي

- مقدمة حول نظام المعلومات Introduction aux systèmes d’information.
- خوارزميات الملفات Algorithmique des fichiers.
- البرمجة كائنية التوجه Programmation orientée objet.
- المنطق الرياضي Logique Mathématique.
- البصريات Optique.
- المغناطيسية Magnétisme.
- مشروع السداسي الثاني Projet pluridisciplinaire (مجموعات من حوالي 5 إلى 6 طلبة).
- نظرية الاحتمال Probabilités.

## موادالدراسةفي السنة الثالثة

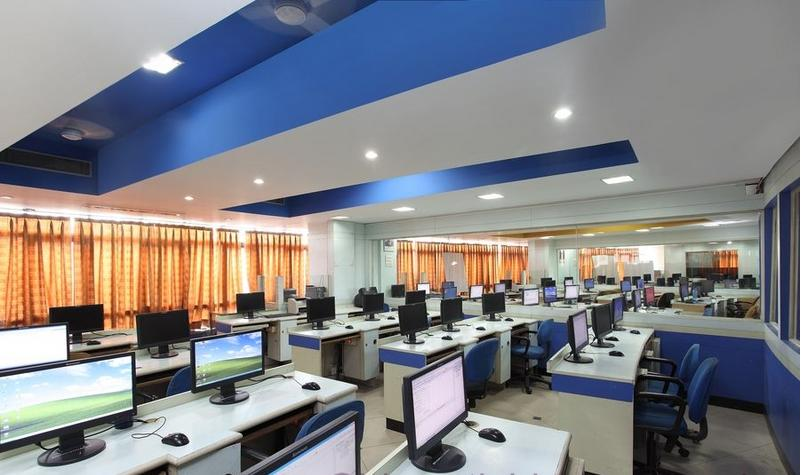
مختبر حاسب آلي

- الشبكات المعلوماتية Réseaux informatiques.
- البحث العملياتي Recherche opérationnelle.
- التحليل العددي Analyse numérique.
- مدخل إلى هندسة البرمجيات Introduction au génie logiciel.
- لغة إنجليزية Anglais.
- مدير النظام Système.
- نظرية علم الحاسوب Théorie des langages.
- إدارة الخدمات المعلوماتية Organisation.
- طرق تصميم نظم المعلومات Méthodes de conception des systèmes d’information.
- معمارية العمليات Architecture des ordinateurs.
- أمن الحاسوب Sécurité informatique.
- قواعد البيانات Bases de données.
- دورة حياة تطوير البرمجيات Conduite de projet informatique.
- برنامج حاسوب Projet.

## الموقع
تقع المدرسة الوطنية العليا للإعلام الآلي غير بعيد عن الطريق السريع بالخروبة في بلدية حسين داي، على طول الشريط الساحلي الممتد من مصب وادي الحراش إلى غاية محطة تحلية المياه بالحامة.
وهذا الموقع الرائع في الشريط الساحلي والواجهة البحرية، في إطار مشروع تهيئة خليج الجزائر، يجعل منه موقعا استراتيجيا مقابلا للطريق السريع على مستوى بلديتي وادي السمار وباب الزوار.
تقع هذه لمدرسة الوطنية على بعد 10 كلم إلى الشرق من مدينة الجزائر العاصمة، وتطل على شاطئ الصابلات، خليج الجزائر والبحر الأبيض المتوسط.
وتقع هذه المدرسة في بلدية حسين داي.

## الطاقم البشري
الطاقم البشري في المدرسة الوطنية العليا للإعلام الآلي
تحتضن «المدرسة الوطنية العليا للإعلام الآلي» طاقما بشريا متكونا من 1544 شخصا.
ويشغل طبة التدرج أكبر نسبة من هذا الطاقم البشري بتعداد 950 طالبا منهم 320 طالبا في السنة الأولى.
ويواصل حوالي 300 طالبا دراستهم في مرحلة ما بعد التدرج في هذه المدرسة الوطنية العليا في الإعلام الآلي.
ويؤطر تدريس هؤلاء الطلبة في مرحلتي التدرج وما بعد التدرج أساتذة دائمون تعدادهم 124 أستاذا.
ويدعم هؤلاء الأساتذة بعض العمال العلميين تعدادهم 30 عاملا.
يُضاف إلى هؤلاء الموظفين عدد من الإداريين والعمال مختلفي التخصصات يصل مجمل عددهم إلى 140 موظفا يسهرون على حسن سير هذه المدرسة الوطنية.

## الهيكل الإداري
|                                                    |                                                    |                                                    |                                                    |                                                    |                                                    |  |  |                                                                                   |                                                                                   |                                                                                   |                                                                                   | هيكل إدارة المدرسة الوطنية العليا للإعلام الآلي في الجزائر                        |                                                                                   |  |  |                                                                     |                                                                     |                                                                     |                                                                     |                                                                     |                                                                     |  |  |                                          |                                          |                                          |                                          |                                          |                                          |  |  |  |  |  |  |  |  |  |  |  |  |  |  |  |  |  |  |  |  |  |  |  |  |
|                                                    |                                                    |                                                    |                                                    |                                                    |                                                    |  |  |                                                                                   |                                                                                   |                                                                                   |                                                                                   |                                                                                   |                                                                                   |  |  |                                                                     |                                                                     |                                                                     |                                                                     |                                                                     |                                                                     |  |  |                                          |                                          |                                          |                                          |                                          |                                          |  |  |  |  |  |  |  |  |  |  |  |  |  |  |  |  |  |  |  |  |  |  |  |  |
|                                                    |                                                    |                                                    |                                                    |                                                    |                                                    |  |  |                                                                                   |                                                                                   |                                                                                   |                                                                                   | المديرية                                                                          |                                                                                   |  |  |                                                                     |                                                                     |                                                                     |                                                                     |                                                                     |                                                                     |  |  |                                          |                                          |                                          |                                          |                                          |                                          |  |  |  |  |  |  |  |  |  |  |  |  |  |  |  |  |  |  |  |  |  |  |  |  |
|                                                    |                                                    |                                                    |                                                    |                                                    |                                                    |  |  |                                                                                   |                                                                                   |                                                                                   |                                                                                   |                                                                                   |                                                                                   |  |  |                                                                     |                                                                     |                                                                     |                                                                     |                                                                     |                                                                     |  |  |                                          |                                          |                                          |                                          |                                          |                                          |  |  |  |  |  |  |  |  |  |  |  |  |  |  |  |  |  |  |  |  |  |  |  |  |
|                                                    |                                                    |                                                    |                                                    |                                                    |                                                    |  |  |                                                                                   |                                                                                   |                                                                                   |                                                                                   | الأمانة العامة                                                                    |                                                                                   |  |  |                                                                     |                                                                     |                                                                     |                                                                     |                                                                     |                                                                     |  |  |                                          |                                          |                                          |                                          |                                          |                                          |  |  |  |  |  |  |  |  |  |  |  |  |  |  |  |  |  |  |  |  |  |  |  |  |
|                                                    |                                                    |                                                    |                                                    |                                                    |                                                    |  |  |                                                                                   |                                                                                   |                                                                                   |                                                                                   |                                                                                   |                                                                                   |  |  |                                                                     |                                                                     |                                                                     |                                                                     |                                                                     |                                                                     |  |  |                                          |                                          |                                          |                                          |                                          |                                          |  |  |  |  |  |  |  |  |  |  |  |  |  |  |  |  |  |  |  |  |  |  |  |  |
|                                                    |                                                    |                                                    |                                                    |                                                    |                                                    |  |  |                                                                                   |                                                                                   |                                                                                   |                                                                                   | مركز التوثيق والإعلام                                                             |                                                                                   |  |  |                                                                     |                                                                     |                                                                     |                                                                     |                                                                     |                                                                     |  |  |                                          |                                          |                                          |                                          |                                          |                                          |  |  |  |  |  |  |  |  |  |  |  |  |  |  |  |  |  |  |  |  |  |  |  |  |
|                                                    |                                                    |                                                    |                                                    |                                                    |                                                    |  |  |                                                                                   |                                                                                   |                                                                                   |                                                                                   |                                                                                   |                                                                                   |  |  |                                                                     |                                                                     |                                                                     |                                                                     |                                                                     |                                                                     |  |  |                                          |                                          |                                          |                                          |                                          |                                          |  |  |  |  |  |  |  |  |  |  |  |  |  |  |  |  |  |  |  |  |  |  |  |  |
|                                                    |                                                    |                                                    |                                                    |                                                    |                                                    |  |  |                                                                                   |                                                                                   |                                                                                   |                                                                                   |                                                                                   |                                                                                   |  |  |                                                                     |                                                                     |                                                                     |                                                                     |                                                                     |                                                                     |  |  |                                          |                                          |                                          |                                          |                                          |                                          |  |  |  |  |  |  |  |  |  |  |  |  |  |  |  |  |  |  |  |  |  |  |  |  |
| المديرية الفرعية للوسائل المعلوماتية               | المديرية الفرعية للوسائل المعلوماتية               | المديرية الفرعية للوسائل المعلوماتية               | المديرية الفرعية للوسائل المعلوماتية               | المديرية الفرعية للوسائل المعلوماتية               | المديرية الفرعية للوسائل المعلوماتية               |  |  | المديرية الفرعية للعلاقات الخارجية والتكوين المتواصل                              | المديرية الفرعية للعلاقات الخارجية والتكوين المتواصل                              | المديرية الفرعية للعلاقات الخارجية والتكوين المتواصل                              | المديرية الفرعية للعلاقات الخارجية والتكوين المتواصل                              | المديرية الفرعية للعلاقات الخارجية والتكوين المتواصل                              | المديرية الفرعية للعلاقات الخارجية والتكوين المتواصل                              |  |  | المديرية الفرعية لما بعد التدرج والبحث العلمي                       | المديرية الفرعية لما بعد التدرج والبحث العلمي                       | المديرية الفرعية لما بعد التدرج والبحث العلمي                       | المديرية الفرعية لما بعد التدرج والبحث العلمي                       | المديرية الفرعية لما بعد التدرج والبحث العلمي                       | المديرية الفرعية لما بعد التدرج والبحث العلمي                       |  |  | المديرية الفرعية للبيداغوجيا             | المديرية الفرعية للبيداغوجيا             | المديرية الفرعية للبيداغوجيا             | المديرية الفرعية للبيداغوجيا             | المديرية الفرعية للبيداغوجيا             | المديرية الفرعية للبيداغوجيا             |  |  |  |  |  |  |  |  |  |  |  |  |  |  |  |  |  |  |  |  |  |  |  |  |
| المديرية الفرعية للوسائل المعلوماتية               | المديرية الفرعية للوسائل المعلوماتية               | المديرية الفرعية للوسائل المعلوماتية               | المديرية الفرعية للوسائل المعلوماتية               | المديرية الفرعية للوسائل المعلوماتية               | المديرية الفرعية للوسائل المعلوماتية               |  |  | المديرية الفرعية للعلاقات الخارجية والتكوين المتواصل                              | المديرية الفرعية للعلاقات الخارجية والتكوين المتواصل                              | المديرية الفرعية للعلاقات الخارجية والتكوين المتواصل                              | المديرية الفرعية للعلاقات الخارجية والتكوين المتواصل                              | المديرية الفرعية للعلاقات الخارجية والتكوين المتواصل                              | المديرية الفرعية للعلاقات الخارجية والتكوين المتواصل                              |  |  | المديرية الفرعية لما بعد التدرج والبحث العلمي                       | المديرية الفرعية لما بعد التدرج والبحث العلمي                       | المديرية الفرعية لما بعد التدرج والبحث العلمي                       | المديرية الفرعية لما بعد التدرج والبحث العلمي                       | المديرية الفرعية لما بعد التدرج والبحث العلمي                       | المديرية الفرعية لما بعد التدرج والبحث العلمي                       |  |  | المديرية الفرعية للبيداغوجيا             | المديرية الفرعية للبيداغوجيا             | المديرية الفرعية للبيداغوجيا             | المديرية الفرعية للبيداغوجيا             | المديرية الفرعية للبيداغوجيا             | المديرية الفرعية للبيداغوجيا             |  |  |  |  |  |  |  |  |  |  |  |  |  |  |  |  |  |  |  |  |  |  |  |  |
| Direction Adjointe des Moyens Informatiques (DAMI) | Direction Adjointe des Moyens Informatiques (DAMI) | Direction Adjointe des Moyens Informatiques (DAMI) | Direction Adjointe des Moyens Informatiques (DAMI) | Direction Adjointe des Moyens Informatiques (DAMI) | Direction Adjointe des Moyens Informatiques (DAMI) |  |  | Direction Adjointe des Relations Extérieures et de la Formation Continue (DAREFC) | Direction Adjointe des Relations Extérieures et de la Formation Continue (DAREFC) | Direction Adjointe des Relations Extérieures et de la Formation Continue (DAREFC) | Direction Adjointe des Relations Extérieures et de la Formation Continue (DAREFC) | Direction Adjointe des Relations Extérieures et de la Formation Continue (DAREFC) | Direction Adjointe des Relations Extérieures et de la Formation Continue (DAREFC) |  |  | Direction Adjointe de la Post-Graduation et de la Recherche (DAPGR) | Direction Adjointe de la Post-Graduation et de la Recherche (DAPGR) | Direction Adjointe de la Post-Graduation et de la Recherche (DAPGR) | Direction Adjointe de la Post-Graduation et de la Recherche (DAPGR) | Direction Adjointe de la Post-Graduation et de la Recherche (DAPGR) | Direction Adjointe de la Post-Graduation et de la Recherche (DAPGR) |  |  | Direction Adjointe de la Pédagogie (DAP) | Direction Adjointe de la Pédagogie (DAP) | Direction Adjointe de la Pédagogie (DAP) | Direction Adjointe de la Pédagogie (DAP) | Direction Adjointe de la Pédagogie (DAP) | Direction Adjointe de la Pédagogie (DAP) |  |  |  |  |  |  |  |  |  |  |  |  |  |  |  |  |  |  |  |  |  |  |  |  |

## المرافق

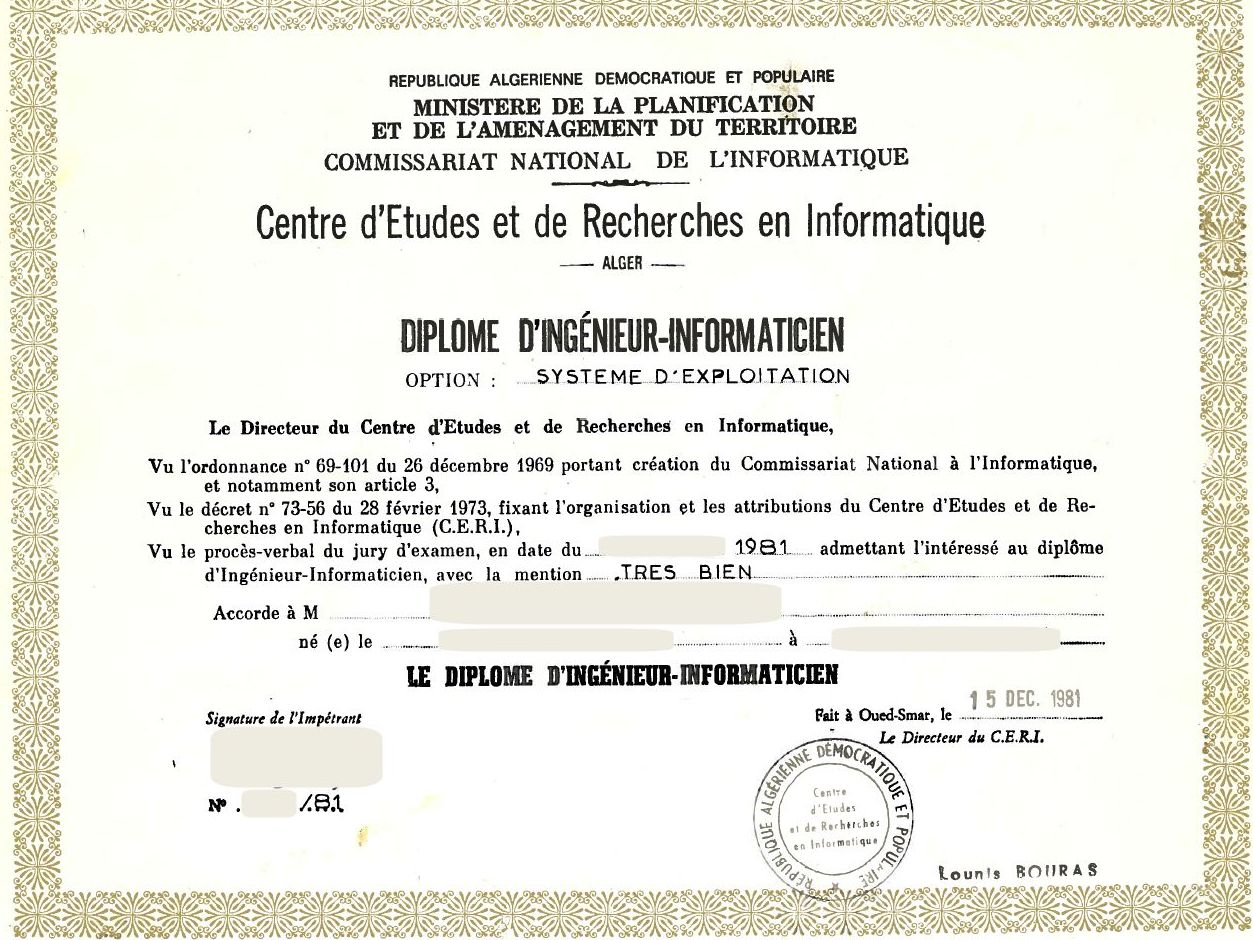
شهادة مهندس في الإعلام الآلي أصدرها "مركز الدراسات والبحث في الإعلام الآلي CERI" في سنة 1981م

تتوفر «المدرسة الوطنية العليا للإعلام الآلي» العديد من المرافق التعليمية، منها:
- مكتبة وقاعتان للمطالعة لاستقبال 100 طالب.
- العديد من القاعات المجهزة لأداء الأعمال التطبيقية المعلوماتية.
- مقهى إلكتروني بطاقة استقبال 60 طالبا.
- مدرج محاضرات لاستقبال 250 طالبا.
- قاعة محاضرات لاستقبال 150 طالبا.
- قاعتان مجهزتان لأبحاث طلبة ما بعد التدرج.
- قاعة مجهزة للتكوين على الشبكات المعلوماتية.
- قاعة مجهزة لاستغلال التعلم عبر الوسائط المعلوماتية.
- قاعة عرض مرئي.
- قاعة تطوير المشاريع بالشراكة مع اليونيسف.
- قاعتان مجهزتان للتكوين المتواصل.

### مواضيع ذات صلة
- وزارة التعليم العالي والبحث العلمي في الجزائر
- التعليم في الجزائر
- جامعة الجزائر
- قائمة الجامعات في الجزائر
- قائمة الجامعات العربية
- قائمة الجامعات في إفريقيا
- ولاية الجزائر
- دائرة الحراش
- بلدية وادي السمار

### وصلات خارجية
- الموقع الرسمي لوزارة التعليم العالي والبحث العلمي في الجزائر
- موقع المدرسة الوطنية للإعلام الآلي
- المدرسة الوطنية للإعلام الآلي | موقع الدراسة الجزائري
- الموقع الرسمي لجامعة الجزائر

### فيديوهات
- روبورتاج حول المدرسة الوطنية العليا للإعلام الآلي بوادي السمار على يوتيوب.
- روبورتاج حول المدرسة الوطنية العليا للإعلام الآلي بوادي السمار على يوتيوب.